# Tour de Georgia
Tour de Georgia er et amerikansk landevejsløb som arrangeres årligt i staten Georgia. Løbet har fået rangen 2.HC hos UCI, noget som gør løbet til det etapeløb med højest rang i USA sammen med Tour of California. Dette løb strækker sig over 965 km og fordelt på seks dage. En af etaperne har målstreg på toppen af Brasstown Bald, det højeste punkt i Georgia.

## Tidligere vindere

### Sammenlagt
- 2008  Kanstantsin Siutsou, Team High Road
- 2007  Janez Brajkovič, Discovery Channel
- 2006  Floyd Landis, Phonak
- 2005  Tom Danielson, Discovery Channel
- 2004  Lance Armstrong, U.S. Postal
- 2003  Chris Horner, Saturn

### Pointkonkurrencen
- 2008  Gregory Henderson, Team High Road
- 2007  Juan José Haedo, CSC
- 2006  Fred Rodriguez, Davitamon-Lotto
- 2005  Greg Henderson, Health Net-Maxxis
- 2004  Gord Fraser, Health Net-Maxxis
- 2003  Fred Rodriguez, Vini Caldirola

### Bjergkonkurrencen
- 2008  Jason McCartney, Team CSC
- 2007  Ryder Hesjedal, Health Net-Maxxis
- 2006  Jason McCartney, Discovery Channel
- 2005  José Luis Rubiera, Discovery Channel
- 2004  Jason McCartney, Discovery Channel
- 2003  Chris Horner, Saturn

### Ungdomskonkurrencen
- 2008  Trent Lowe, Slipstream-Chipotle
- 2007  Janez Brajkovič, Discovery Channel
- 2006  Janez Brajkovič, Discovery Channel
- 2005  Trent Lowe, Jittery Joe's
- 2004  Kevin Bouchard-Hall, Louis Garneau Racing
- 2003  Saul Raisin, Ofoto-Lombardi Sports